# Premio della Combattività (Giro d'Italia)
Il Premio della Combattività del Giro d'Italia viene assegnato al corridore che si impegna per conseguire risultati in tutti i momenti agonistici della corsa.
A ogni piazzamento nei vari traguardi (arrivo, traguardo volante, Gran Premio della Montagna) viene assegnato un punteggio che determina il Combattivo di Tappa. Al termine del Giro il corridore che ha totalizzato il maggior numero di punti viene dichiarato Super Combattivo.

## Albo d'oro
| Anno | Corridore            | Squadra                      | Punti | Altre classifiche |
| ---- | -------------------- | ---------------------------- | ----- | ----------------- |
| 2001 | Massimo Strazzer     | Formaggi Pinzolo Fiavé       | 63    | Punti Intergiro   |
| 2002 | Massimo Strazzer     | Phonak Hearing Systems       | 74    | Intergiro         |
| 2003 | Freddy González      | Colombia-Selle Italia        | 51    | Scalatori         |
| 2004 | Alessandro Petacchi  | Fassa Bortolo                | 59    | Punti             |
| 2005 | José Rujano          | Selle Italia-Colombia        | 70    | Scalatori         |
| 2006 | Paolo Bettini        | Quick Step-Innergetic        | 49    | Punti             |
| 2007 | Leonardo Piepoli     | Saunier Duval-Prodir         | 39    | Scalatori         |
| 2008 | Emanuele Sella       | CSF Group-Navigare           | 75    | Scalatori         |
| 2009 | Stefano Garzelli     | Acqua & Sapone-Caffè Mokambo | 45    | Scalatori         |
| 2010 | Matthew Lloyd        | Omega Pharma-Lotto           | 38    | Scalatori         |
| 2011 | Stefano Garzelli     | Acqua & Sapone               | 39    | Scalatori         |
| 2012 | Mark Cavendish       | Sky Procycling               | 44    | -                 |
| 2013 | Mark Cavendish       | Omega Pharma-Quickstep       | 49    | Punti             |
| 2014 | Julián Arredondo     | Trek Factory                 | 37    | Scalatori         |
| 2015 | Philippe Gilbert     | BMC Racing Team              | 42    | -                 |
| 2016 | Matteo Trentin       | Etixx-Quick Step             | 50    | -                 |
| 2017 | Mikel Landa          | Team Sky                     | 60    | Scalatori         |
| 2018 | Davide Ballerini     | Androni Giocattoli-Sidermec  | 67    | -                 |
| 2019 | Fausto Masnada       | Androni Giocattoli-Sidermec  | 88    | Traguardi Volanti |
| 2020 | Thomas De Gendt      | Lotto Soudal                 | 55    | -                 |
| 2021 | Dries De Bondt       | Alpecin-Fenix                | 53    | Traguardi Volanti |
| 2022 | Mathieu van der Poel | Alpecin-Fenix                |       | -                 |
| 2023 | Derek Gee            | Israel-Premier Tech          |       | -                 |
| 2024 | Julian Alaphilippe   | Soudal Quick-Step            |       | -                 |
| 2025 | Lorenzo Fortunato    | XDS Astana Team              |       | Scalatori         |